# 順佩爾克縣

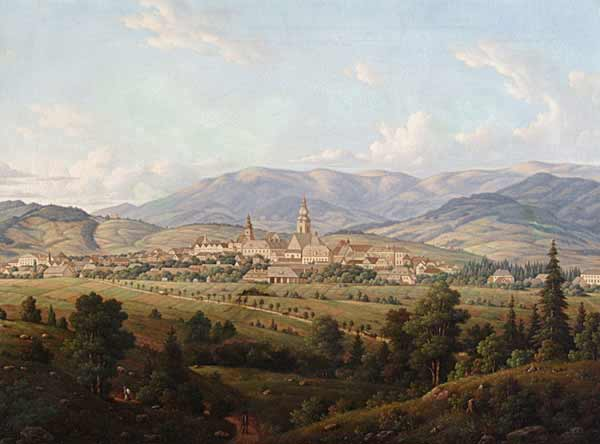

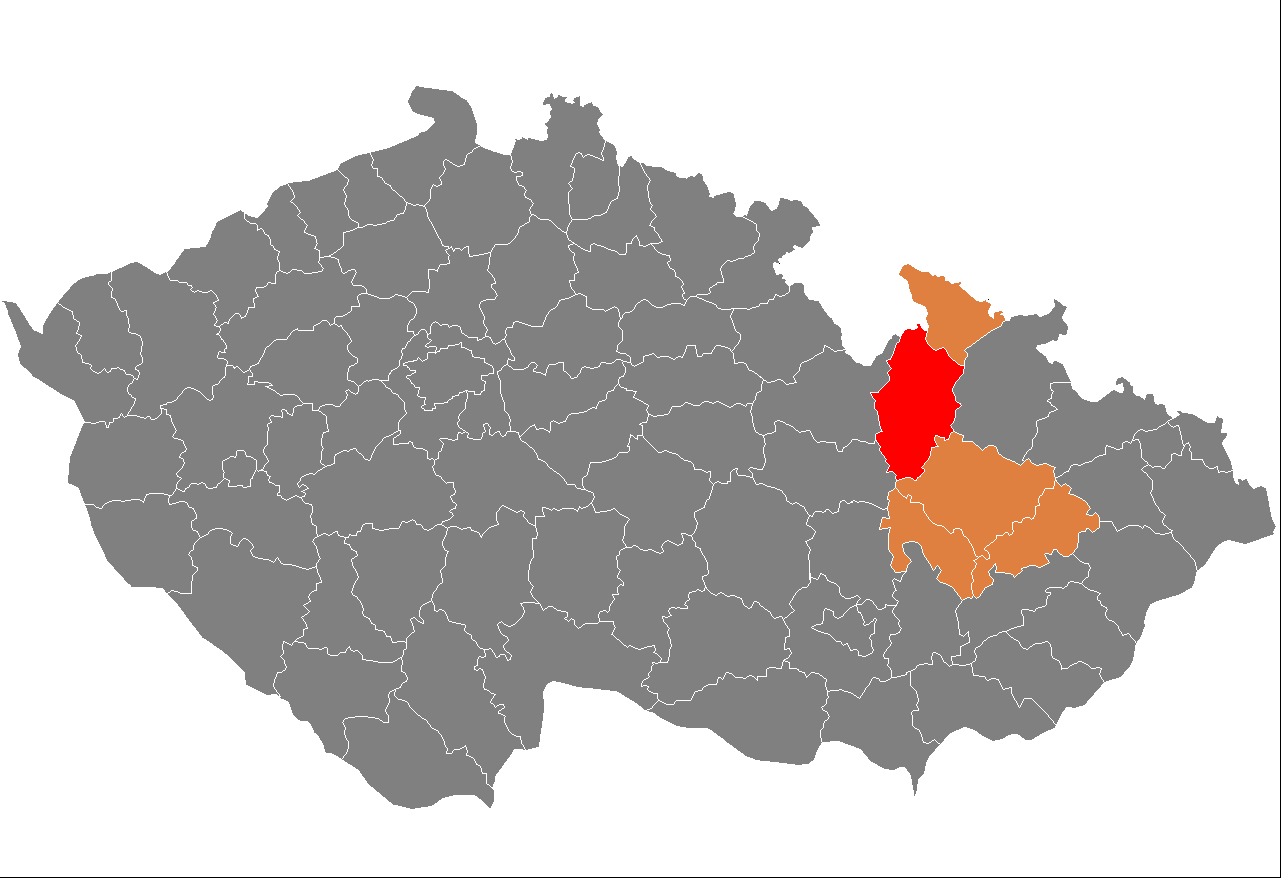

49°57′56″N 16°58′12″E / 49.96556°N 16.97000°E
順佩爾克縣（捷克語：Okres Šumperk），是捷克的縣份，位於該國東北部，由奧洛穆茨州負責管轄，首府設於順佩爾克，面積1,313平方公里，2007年人口124,745，人口密度每平方公里95人。